# Challenger 2

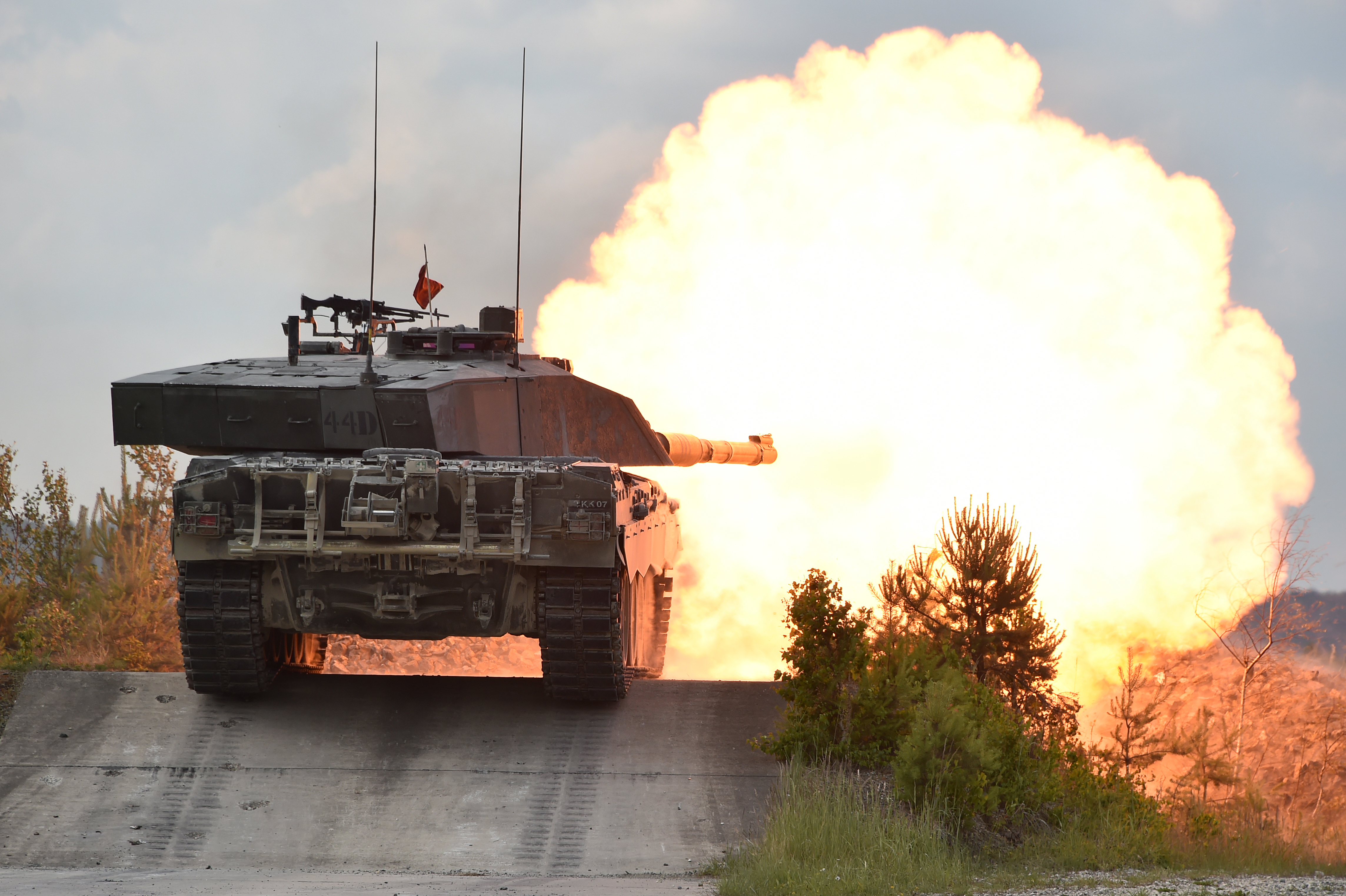
Challenger 2 під час пострілу

FV4034 Challenger 2 («Че́ленджер 2»; позначення МО Великої Британії — CR2) — основний бойовий танк третього покоління сухопутних військ Великої Британії, який перебуває на озброєнні армій Сполученого Королівства, України та Оману. Його спроектувала та побудувала британська компанія Vickers Defence Systems, нині відома як BAE Systems Land & Armaments.
Vickers Defence Systems почала розробку наступника Challenger 1 як приватне підприємство в 1986 році. Міністерство оборони замовило прототип у грудні 1988 року. У червні 1991 року, Міністерство оборони розмістило замовлення на 140 машин, а ще 268 було замовлено в 1994 році. Виробництво почалося у 1993 році, а перші танки були поставлені в липні 1994 року, замінивши Challenger 1. Після затримки виробництва, танк надійшов на озброєння британської армії в 1998 році, а останній поставлений у 2002 році. Challenger 2 також експортувався до Оману.
Challenger 2 — масштабна переробка Challenger 1. Хоча корпус і компоненти шасі здаються схожими, вони мають новий дизайн, і лише близько 5 % компонентів є взаємозамінними. Особливістю візуального розпізнавання є броньований корпус теплового прицілу TOGS: у Challenger 2 він розташований над стволом гармати, у Challenger 1 — праворуч від башти. Танк має запас ходу у 550 км (340 миль) і може розвивати максимальну швидкість по дорозі до 59 км/год (37 миль/год).
Challenger 2 оснащений 120-міліметровою нарізною танковою гарматою L30A1 довжиною 55 калібрів, наступницею гармати L11, яка використовувалася на Chieftain і Challenger 1. L30A1 є унікальною серед основних бойових танкових гармат НАТО, будучи нарізною та роздільнозарядною зброєю, оскільки британська армія продовжує надавати перевагу використанню бронебійно-фугасних снарядів на додаток до бронебійних підкаліберних оперених снарядів. Challenger 2 також озброєний ланцюговим кулеметом L94A1 EX-34 калібру 7,62 мм (розташований зліва від ствола гармати) та кулеметом L37A2. Танк може перевозити 50 снарядів основної гармати і 4200 патронів калібру 7,62.
Екіпаж Challenger 2 складається з чотирьох осіб. Башта і корпус захищені бронею другого покоління Chobham, також відомої як Dorchester. На сьогоднішній день відомо лише про два випадки, коли танк був знищений під час бойових операції — інцидент дружнього вогоню у Басрі в 2003 році та літній контрнаступ ЗСУ на Запорізькому напрямку у 2023 році.
Танки Challenger 2 застосовувалися для ведення бойових дій в Боснії і Герцеговині, Косово та Іраку (з 2003 року по 1 вересня 2010). З 2023 року застосовується ЗСУ для відбиття російської агресії. 
З моменту введення в експлуатацію, проводилися різні оновлення, спрямовані на покращення захисту, мобільності та вогневої потужності Challenger 2, останньою з яких була програма подовження терміну служби. У березні 2021 року британська армія оголосила про плани модернізації 148 Challenger 2 за даною програмою з метою продовження терміну їх служби щонайменше до 2035 року. Ці оновлені моделі будуть відомі як Challenger 3. Модернізувати всі Challenger 2 не планується. Ті танки, що не будуть оновленими, планують списати.

## Історія
Основний бойовий танк Challenger 2 випускається британською компанією Vickers Defence Systems (яка є частиною компанії BAE Systems). Він є третім танком, що носить назву «Challenger». Першим був Challenger А30 — варіант танка Cromwell, оснащений 76,2-мм гарматою. Другим був «Челленджер» — основний бойовий танк Великої Британії початку 1980-х — середини 1990-х років, який брав участь у війні в Перській затоці. Хоча Challenger 2 було розроблено з урахуванням конструкції Challenger 1, новий танк відрізняється від більш ранньої моделі новим устаткуванням і комплектуючими: лише 5 % деталей є спільними для обох моделей. Наразі Challenger 2 замінив попередню модель на озброєнні британської армії.
Компанія Vickers Defence Systems розпочала розробку наступника танка Challenger 1 за власною ініціативою у 1986 році. У світі вимог Генерального штабу щодо танку нового покоління компанія відкрито заявила Міністерству оборони про розробки, що ведуться. У 1988 року було укладено договір на 90 мільйонів фунтів по виробництву дев'яти дослідних машин до 1989 року. У червні 1991 року, після тривалого порівняння із зразками інших виробників (серед можливих кандидатів були Abrams М1А2, Leclerc та Leopard 2), Міністерство оборони прийняло танк «Челленджер 2» на озброєння.
Виробництво танків почалося 1993 року на двох основних заводах: у Ньюкаслі та Лідсі. Загалом у проекті брало участь близько 250 фірм. Перші машини почали надходити у липні 1994 року. Того ж року танк Challenger 2 успішно пройшов випробування на надійність; три машини перевірялися протягом 285 днів випробувань, у яких симулювалися бойові умови. Загалом британська армія планувала закупити 386 танків. У грудні 1995 році перші танки надійшли на озброєння Королівського гвардійського шотландського драгунського полку (Royal Scots Dragoon Guards). Але, експлуатація Challenger 2 виявила цілий набір недоліків, більшість з яких була пов'язана з прицілами та системою керування озброєнням. Після виявлення недоліків, танки тривалий час зберігалися на заводах Vickers, з економічних причин, в очікуванні модернізації. Таким чином, станом на листопад 1997 року зі 150 побудованих на той час танків у армії перебувало лише 36 (всі у Шотландському драгунському полку), використовуваних для навчання екіпажів. 1995 року 18 танків Challenger 2 закупили збройні сили Омана (контракт на постачання підписано 1993 року).
Після усунення недоліків компанією Vickers, й чергових випробувань, Challenger 2 надійшов на озброєння британської армії лише у червні 1998 року, а останній із 407 замовлених танків був поставлений у квітні 2002 року. Постачання Challenger 2 в Оман було завершено в 2001 році.
У листопаді 2006 року було показано машину для розчищення мінних полів «Trojan» та машину для укладання мостів «Titan» на базі шасі Challenger 2. Тоді був підписаний контракт на суму у 250 мільйонів фунтів щодо постачання 66 машин цих типів компанією BAE Systems Королівським інженерним військам.

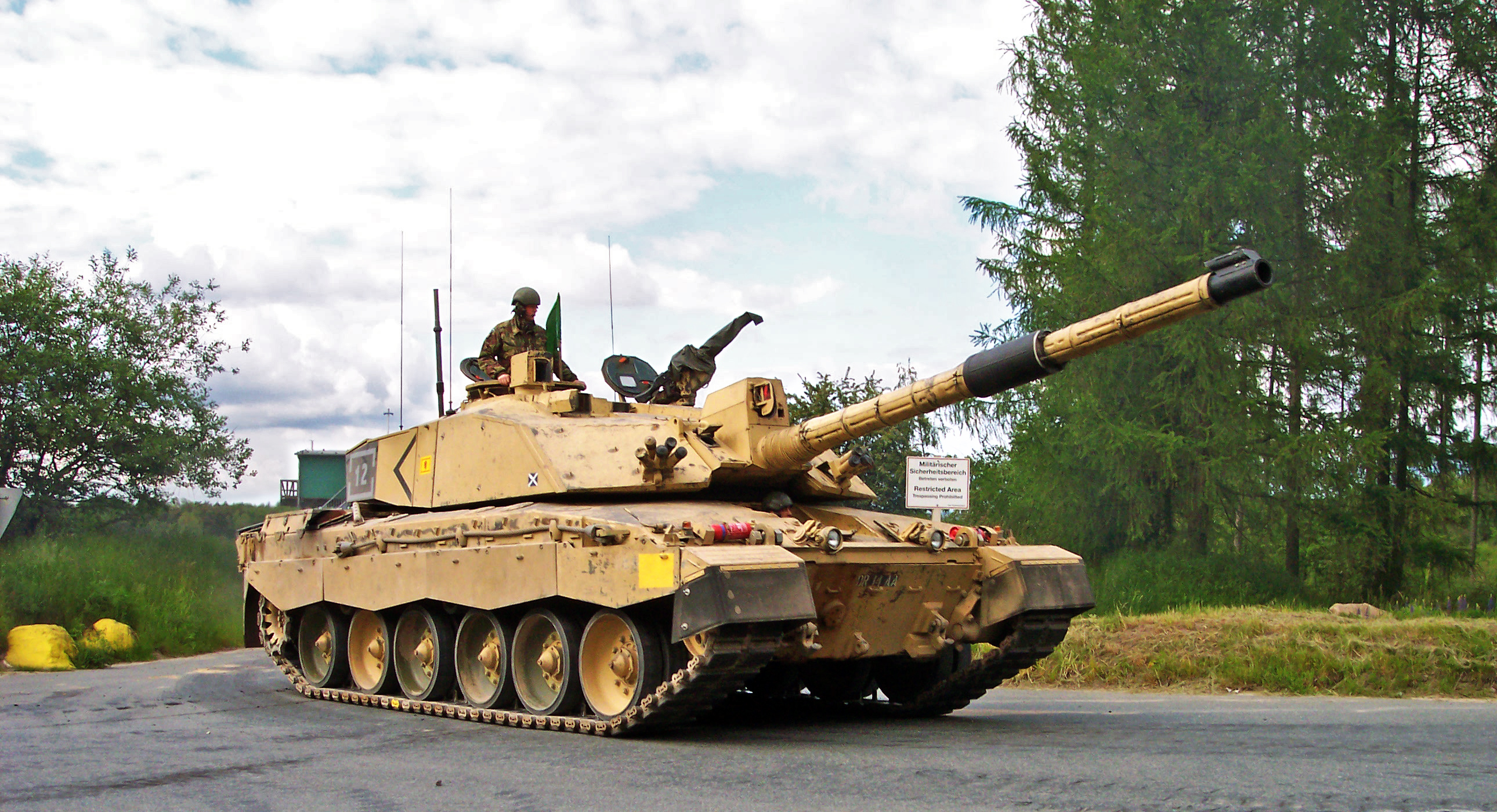
Танк Challenger 2 Королівської шотландської драгунської гвардії (ескадрон D) під час тренувань із бойовою стрільбою на полігоні Берген-Хоне (Німеччина)

2008 року почалася модернізація 250 з 358 танків Challenger 2, що перебували на озброєнні британської армії: на танки встановлювали комплект додаткового накладного бронювання, нову 120-мм нарізну гармату, новий двигун потужністю 1500 к.с., нову автоматичну трансмісію, нову систему управління вогнем та кондиціонер.
Ще з 2001 року, у військових документах Великої Британії вказувалося, що британська армія надалі не буде займатися пошуком та закупівлею танків нового типу для заміни Challenger 2, через відсутність можливих військових загроз у майбутньому. Тим не менш, видання «IHS Jane's 360» повідомило у вересні 2015 року, що після обговорень між старшими армійським офіцерським складом й посадовими особами із закупівель на виставці озброєннь DSEI 2015 року та головою британської армії генералом сером Ніком Картером — британська армія почала розглядати питання модернізації Challenger 2, або пошуку його повної заміни.
Це було пов'язано з занепокоєнням британської армії появою нового російського основного бойового танку Т-14 «Армата» та зростаючою неефективністю застарілої нарізної гармати L30 і обмежених запасів боєприпасів до неї. З'явилося підтвердження факту проведення переговорів між низкою виробників бронетехніки з Міноборони щодо можливої заміни Challenger 2. Незабаром після цього британська армія вирішила, що закупівля нового танка буде занадто дорогою, і вирішила продовжити проект збільшення терміну служби Challenger 2 (LEP). Очікується, що Challenger 2 залишаться на озброєнні до 2025 року.

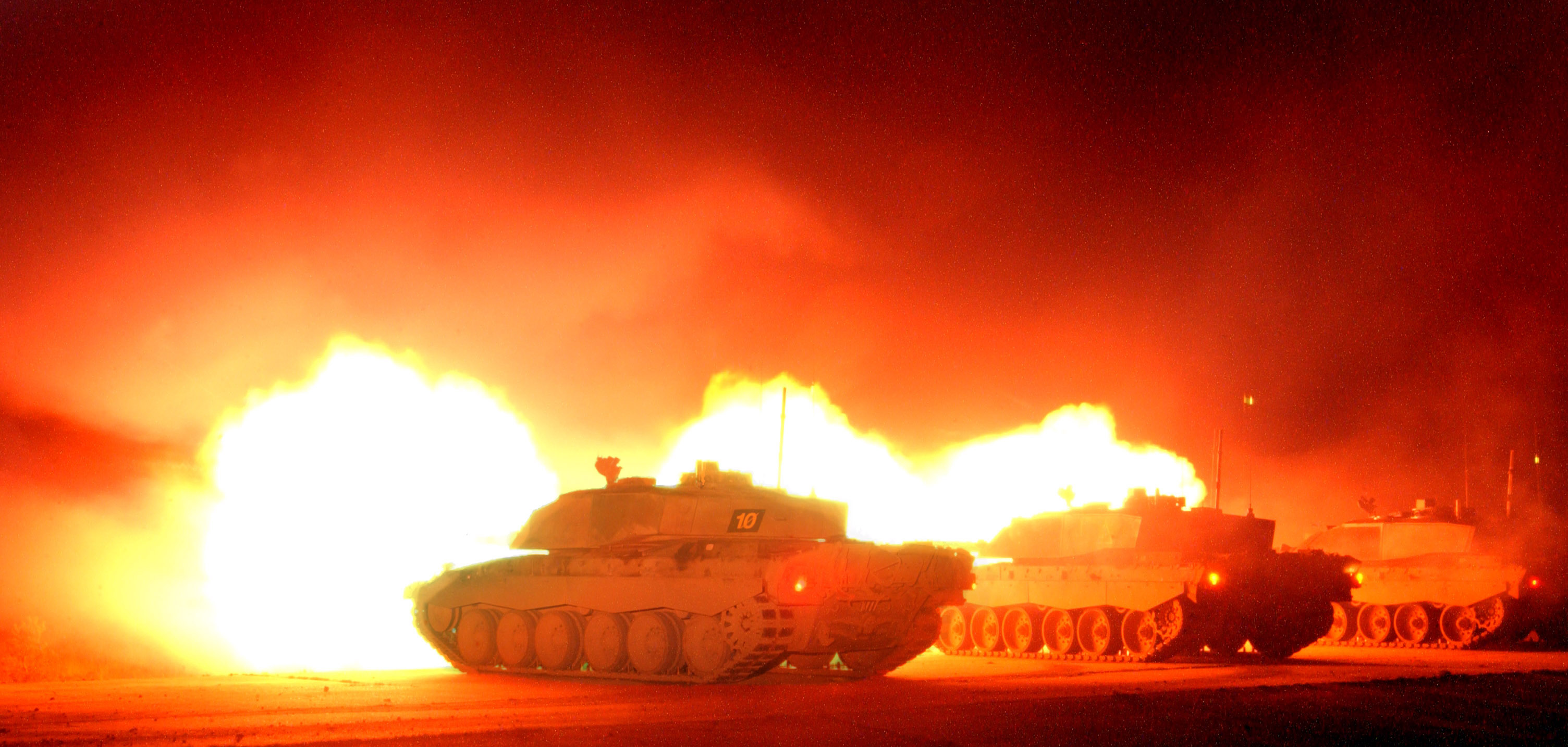
Три танки Challenger 2 стріляють зі 120-мм гармат під час нічних стрільб, проведених Королівським мерсіанським і ланкастерським йоменством у Лулворсі, Дорсет, 2005 рік

Приблизно 2021 року був підписаний контракт на широкомасштабну модернізацію танка, в результаті якої має з'явитися його нова версія під найменуванням Challenger 3. Роботи над цим проектом почалися з 2022 року, де модернізацію та капітальний ремонт «Челленджерів» виконує компанія Defence Support Group, а проєктуванням цих робіт займається компанія Rheinmetall BAE Systems Land (RBSL). Випробувальні роботи по Challenger 3 мають бути завершені компанією RBSL, а роботи по його впровадженню у війська — компанією Babcock. Перші танки Challenger 3 у повній бойовій готовності мають надійти у війська до 2027 року.

## Опис конструкції

### Озброєння

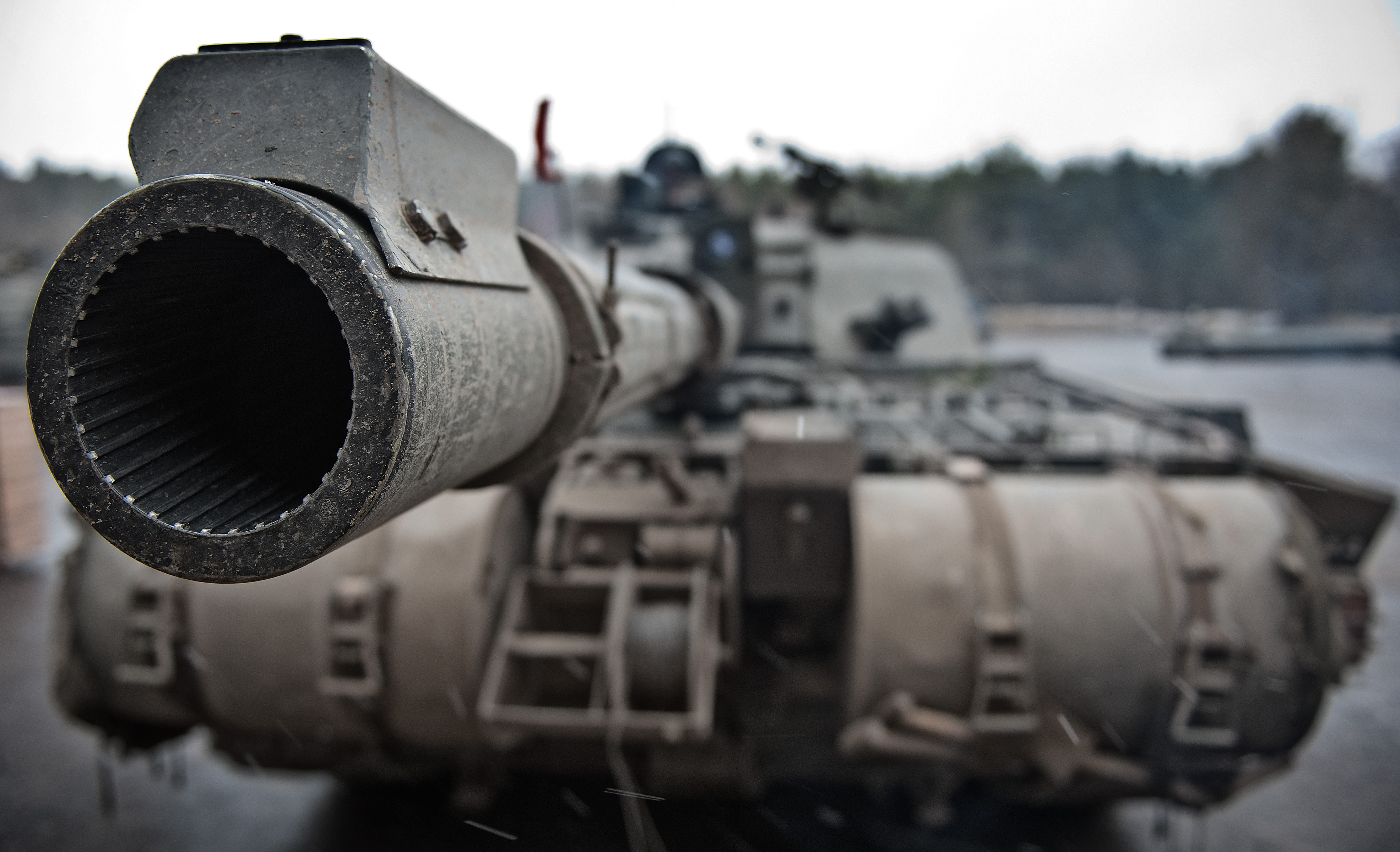
Дуло гармати Challenger 2 зблизька

Challenger 2 оснащений 120-мм нарізною гарматою L30A1, довжиною 55 калібрів — наступницею гармати L11, що стоїть на танках Chieftain і Challenger 1. Ця гармата, відлита зі сталі, отриманої методом електрошлакового переплаву, є єдиною нарізною гарматою цього калібру, що стоїть на озброєнні в НАТО. Канал гармати хромований. Гармата вкрита термокожухом й стабілізована у двох площинах, приводи її наведення є повністю електричними. Боєкомплект гармати складає 52 постріли. Ефективна дальність пострілу бронебійно-фугасними снарядами становить 8 км.
Ліворуч від гармати встановлений спарений з нею 7,62-мм кулемет L94A1. Біля командирського люка на башті встановлено дистанційно керований 7,62-мм кулемет L37A2, який служить, в основному, для протиповітряної оборони. Боєзапас кулемета — 4000 набоїв калібру 7,62-мм.
Танк має цифрову систему керуванням вогнем, розроблену фірмою «General Dynamics», що включає 32-бітний процесор і шину даних Mil Std 1553, вперше встановлену на англійській броньованій машині. Максимальна швидкість повороту гармати 22°—24° в секунду по горизонталі. Гармата встановлена на збільшених у розмірах цапфах і гнізд під них для зменшення коливань ствола по азимуту і куту місця і, як наслідок, збільшення купчастості пострілів.
На танку використовується бронебійний оперений підкаліберний снаряд (БОПС) L23 з бронебійною серцевиною з вольфрамового сплаву (середнє бронепробиття на дистанції 2 км становить 450 мм), який був розроблений у 1984 році для 120-мм нарізної гармати, проте дані щодо захищеності нових радянських танків стимулювали перехід на збіднений уран для активної частини снаряда. У підсумку були прийняті нові зразки БОПС: L26 CHARM 1 з бронепробиттям до 580 мм, а з 1997 року — БОПС L27 CHARM 3 з бронепробиттям до 700 мм.
До боєкомплекту 120-мм гармати входять бронебійні оперені підкаліберні снаряди, бронебійно-фугасні, димові і навчальні постріли.

### Керування вогнем

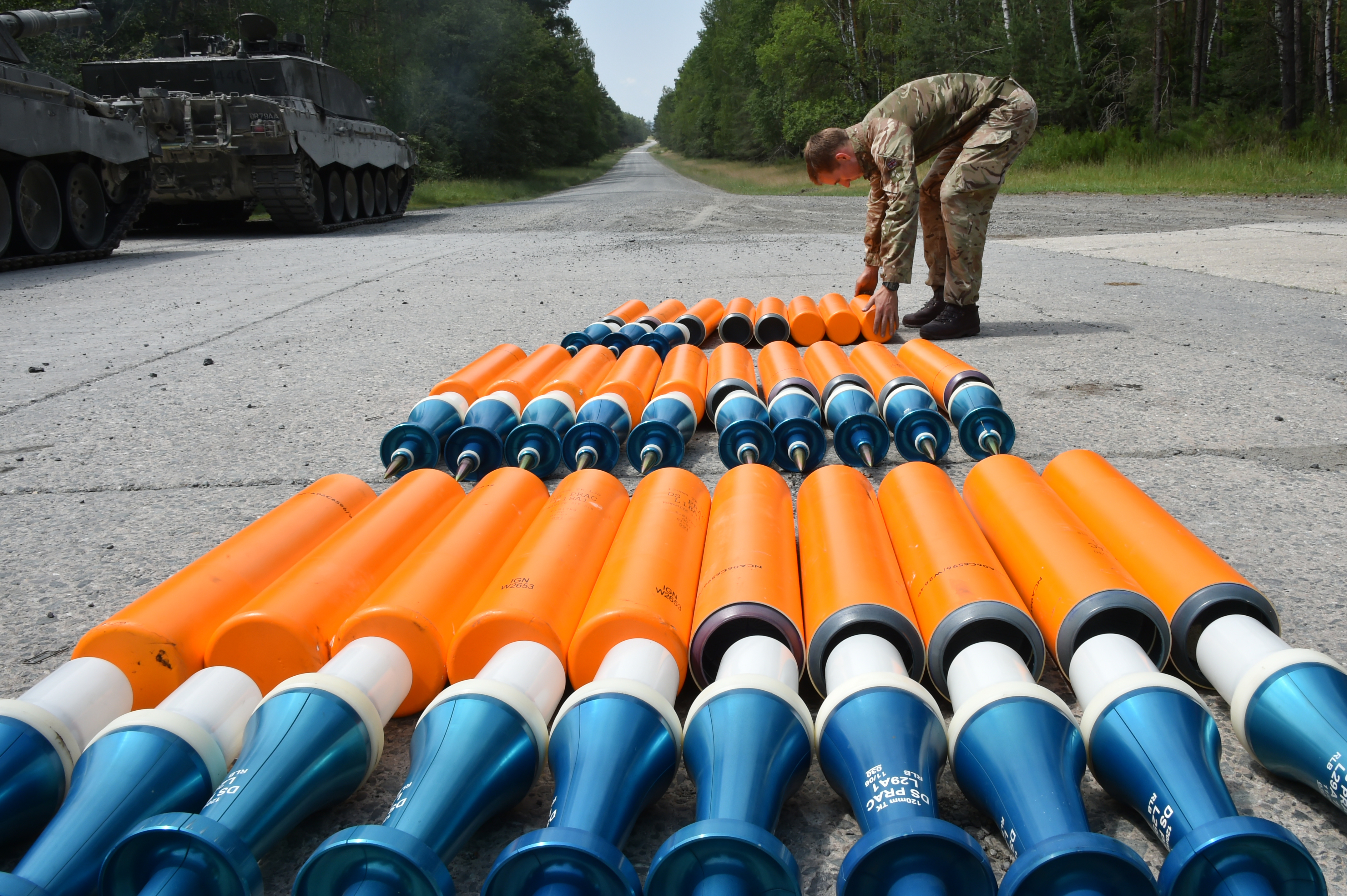
Боєприпаси до Challenger 2, Танкові змагання «Сильна Європа» 2018

На танку встановлений цифровий комп'ютер керування вогнем канадської компанії Computing Devices Co., що містить два 32-бітні процесори з шиною даних MIL STD1553B. Окрім цього може додатково включатися система управління інформацією Battlefield.
Командир має панорамний гіростабілізований приціл SAGEM VS 580-10 з лазерним далекоміром. Кути наведення становлять від +35° до -35°. Командирський пост обладнано вісьмома перископами з круговим оглядом.
Тепловізійний та артилерійський приціл II (TOGS II) від компанії Thales забезпечує екіпажу танку нічне бачення. Теплове зображення виводиться як на приціли, так і на монітори навідника та командира. Навідник має стабілізований основний приціл з лазерним далекоміром з дальністю дії від 200 м до 10 км. Місце водія обладнане пасивним перископом для водіння (PDP) Thales Optronics з підсиленням зображення для нічного водіння та тепловізійною камерою заднього виду.
Цикл прицілювання — ураження 8 секунд. Добре підготовлений екіпаж здатний вразити за хвилину близько 7 цілей. У ході навчань та випробувань окремі екіпажі вражали вісім цілей за 42 секунди.

### Броньовий захист
Безпека екіпажу була першочерговим завданням при розробці «Челленджера 2». Він є одним з найбільш важкоброньованих танків країн НАТО: лобові проекції корпусу та башти містять блоки багатошарової комбінованої броні «Чобгем» другого покоління під кодовою назвою «Дорчестер», усі відомості про яку засекречено, але, як стверджується, її стійкість проти осколково-фугасних протитанкових снарядів більш ніж удвічі вища, ніж у катаної гомогенної броні. Форма танка розроблена таким чином, щоб звести до мінімуму його радіолокаційну помітність. Керування рухом башти та гармати забезпечується твердотільною електронікою, замість гідравлічних систем, як це було на попередніх танках. Конструкція танка дозволяє встановлення модулів протикумулятивного динамічного захисту ROMOR по бортах корпусу та на башті у поєднанні з решітчастими екранами. Всередині башти знаходиться комплекс колективного радіологічного, хімічного та біологічного захисту екіпажу (система рециркуляції повітря в частині внутрішнього простору танка при повній герметизації корпусу). Спереду, по обидва боки башти знаходяться по п'ять димових гранатометів L8. Challenger 2 також оснащений пристроєм постановки димової завіси, що впорскує дизельне паливо у вихлопні отвори. Боєкомплект зберігається в броньованих укладках-контейнерах, що прикриті спеціальною «сорочкою» зі спеціальною рідиною, яка знижує ймовірність спалаху та детонації боєприпасів. Усі порохові заряди розташовуються нижче погону башти. Танк має вразливе місце у фронтальній проекції у вигляді НЛД (нижньої лобової деталі) танка, який не має комбінованого бронювання, тобто є листом броньової сталі завтовшки близько 80—100 мм. Однак на типових дистанціях бою НЛД важко вразити завдяки складкам місцевості; крім того, установка динамічного захисту ROMOR багато в чому компенсує її слабкість.
За неофіційними даними, рівень стійкості лобу башти становить 800 мм проти бронебійних снарядів і 1200 мм від кумулятивних снарядів. Тоді як аналогічний показник танка Леопард 2А5 дорівнює 800 мм і 1300 мм відповідно.
Повна маса танка останніх модифікацій, прийнятих на озброєння після першого бойового застосування (після 2003 року) досягає 74,95 тонн з урахуванням протикумулятивних решіток, фальшбортів і розташованих на них додаткових пластин  ДЗ.

### Двигун та трансмісія

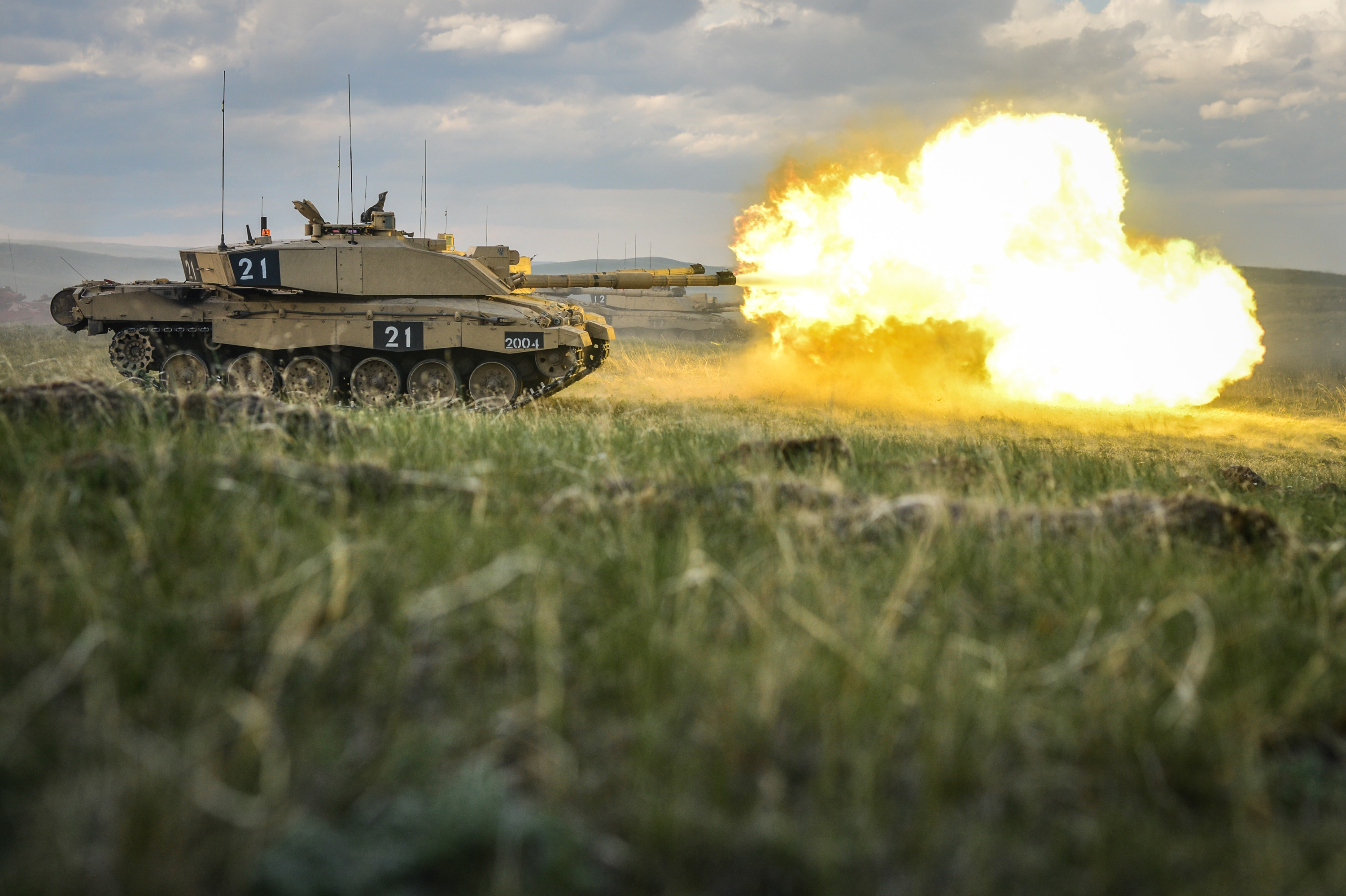
Challenger 2 під час пострілу

На танку встановлений V-подібний (розвал 60°) 12-циліндровий чотиритактний дизель CV12-6A Condor фірми Perkins Engines, робочим об'ємом 26,1 л та потужністю 1200 к.с. при 2300 об/хв. Обертовий момент 4126 Нм при 1700 об/хв. Двигун має велику вагу — 5 тон. Двигун з безпосереднім упорскуванням палива в циліндри, кожен з яких має по чотири клапани. Двигун і коробка передач керуються інтегрованою системою управління транспортним засобом Petards Vehicle Integrated Control System (VICS).
Танк має гідромеханічну трансмісію David Brown Santasalo TN54E. Коробка передач має 6 передніх та 2 задніх передачі. На асфальтовому покритті Challenger 2 розганяється до 56 км/год. Паливні баки встановлені в силовому відділенні, крім того, на кормовій плиті корпусу можуть кріпитися дві бочки, що скидаються (ємністю по 204,5 л). Запас ходу шосе — 450 км, по бездоріжжю — близько 250 км.

### Ходова
Ходова частина танка традиційна для англійської школи танкобудування. Опорні котки здвоєні, литі з алюмінієвого сплаву, з'єднані десятьма болтовими кріпленнями, із зовнішнім гумуванням, великого діаметру. Підвіска — нерегульована гідропневматична. Гусеничний ланцюг утворюють траки стандарту НАТО — з гумово-металевим шарніром паралельного типу та двома знімними асфальтохідними подушками.

## Модернізації

### CLIP
Challenger Lethality Improvement Programme (CLIP; укр. «Програма підвищення летальності Челленджера»). Проводилася програма щодо посилення вогневої потужності Challenger 2, в результаті якої з'явилася модифікація CLIP. В ході цієї модернізації на танк замість нарізної гармати L30A1 була встановлена гладкоствольна 120-мм гармата Rheinmetall, яка в даний час використовується на танках Leopard 2 і M1 Abrams, яка після покращення отримала найменування L55. Використання гладкоствольної зброї дозволило цій модифікації Challenger 2 використовувати стандартні боєприпаси НАТО, включаючи бронебійно-підкаліберні снаряди на основі вольфраму, які не призводять до негативних екологічних наслідків та політичних суперечок, як снаряди зі збідненим ураном. Загалом, виробничі лінії для нарізних 120-мм боєприпасів у Великій Британії були закриті протягом кількох років, тому існуючі запаси боєприпасів для L30A1 обмежені.
Challenger 2 в єдиному екземплярі був оснащений гарматою L55, ця модифікація пройшла випробування у січні 2006 року. Гладкоствольна гармата L55 була тієї ж довжини, що і L30A1, вона мала таку ж саму люльку, була оснащена термогільзою, ежектором ствола та дульним гальмом. Ранні випробування показали, що німецькі вольфрамові снаряди DM53 ефективніші, ніж снаряди CHARM 3 зі збідненим ураном. Цільні гладкоствольні снаряди до L55 потребували нового порядку зберігання та поводження, порівняно зі снарядами з роздільним заряджанням від гармати L30A1. Також були зроблені й інші удосконалення, зокрема регенеративна система захисту від зброї масового ураження.

### CSP / LEP / Challenger 3

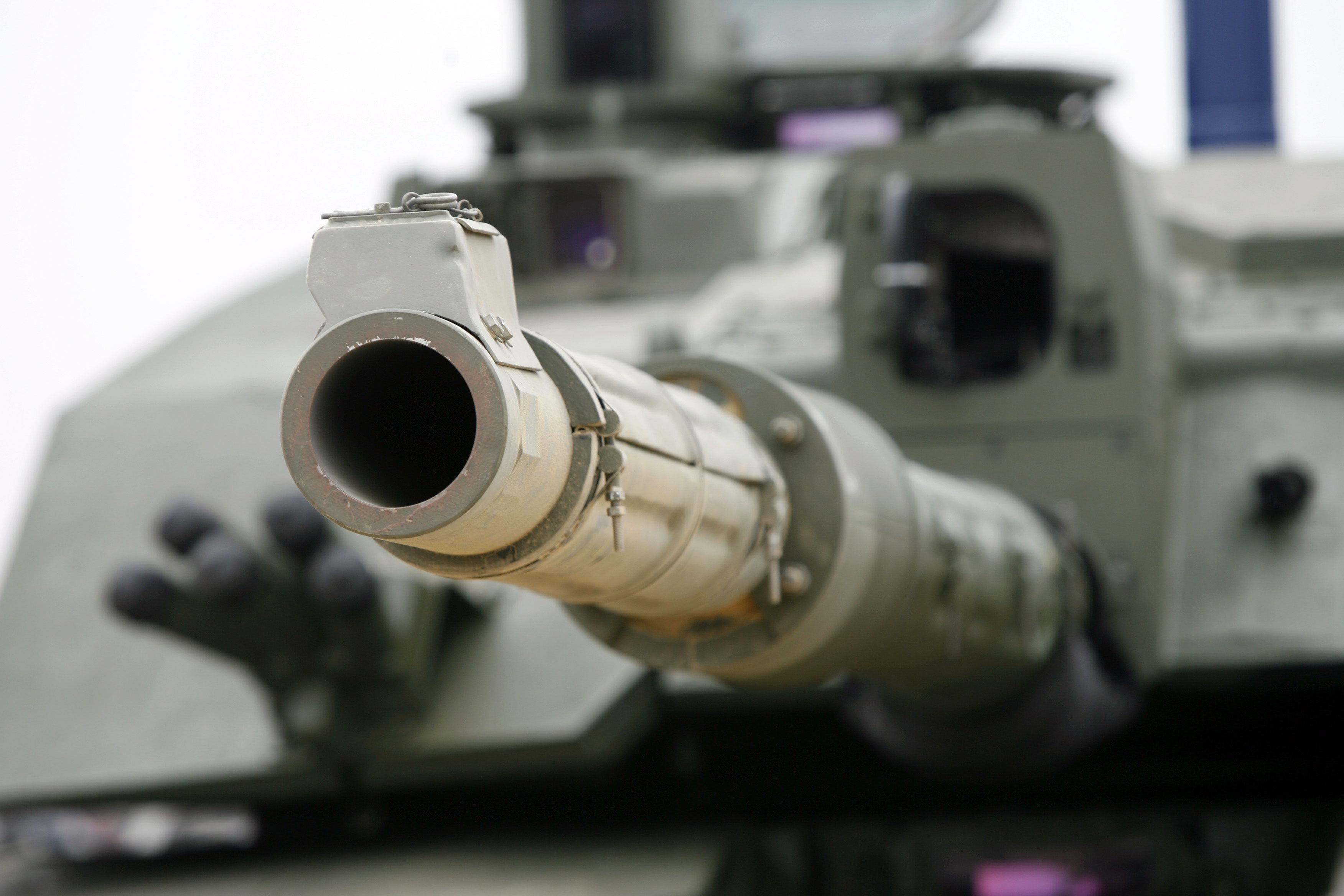
Challenger 2 оснащений 120 мм гладкоствольною гарматою для випробувань

У 2005 році Міністерство оборони Великої Британії визнало необхідність програми Capability Sustainment Programme (CSP; укр. «Програма підтримки спроможності») для продовження терміну служби Challenger 2 до середини 2030-х років та модернізації його мобільності, вогневої потужності та живучості. Програма CSP планувалася до завершення у 2020 році й мала об’єднати всі оновлення з програми CLIP, включаючи встановлення 120-мм гладкоствольної гармати.
До 2014 року програму CSP замінила програма Life Extension Programme (LEP; укр. «Програма продовження терміну служби»), яка мала схожий обсяг робіт, спрямований на заміну застарілих компонентів і продовження терміну служби танка з 2025 до 2035 року.
22 березня 2021 року Міністерство оборони оприлюднило довгоочікуваний стратегічний документ «Defence in a Competitive Age» (укр. «Оборона в епоху конкуренції»), який підтвердив плани Британської армії модернізувати 148 танків Challenger 2 та позначити їх як Challenger 3. Міністерство оборони підтвердило, що контракт із компанією RBSL був підписаний 7 травня 2021 року на суму 800 мільйонів фунтів стерлінгів (1 мільярд доларів США). Більш масштабна пропозиція модернізації від Rheinmetall, яка включала встановлення нової 120-мм гладкоствольної гармати, була прийнята. Очікується, що початкова оперативна готовність модернізованих танків буде досягнута до 2027 року, а повна оперативна готовність — до 2030 року.

## Варіанти

### Challenger 2 Driver Training Tank

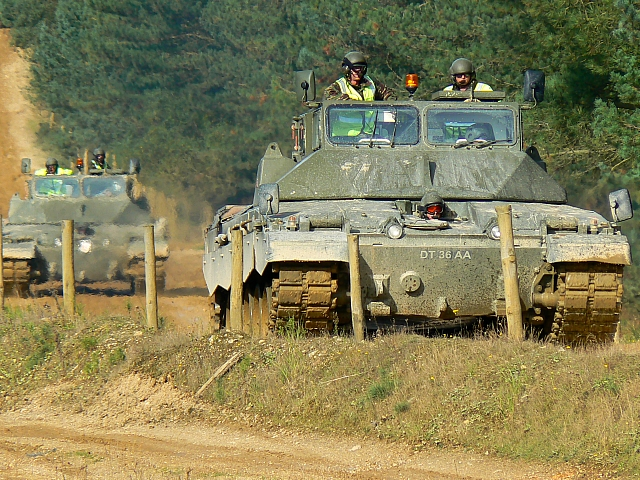
Challenger 2 DTT під час тренувань у таборі Бовінгтон, 2007 рік

Driver Training Tank (DTT; укр. «Тренувальний танк мех-вода») створений на базі корпусу Challenger 2. Башту було замінено на фіксовану обважнену надбудову, яка може вміщувати інструктора та до 4 курсантів. Конструкція схожа на тренувальний танк Challenger, створений на базі Challenger 1. Обважнена надбудова імітує вагу (а отже, і характеристики керування) стандартного танка в оперативній службі. У британській армії на озброєнні перебуває 22 танки DTT, ще 2 — у використанні Оману.

### Titan

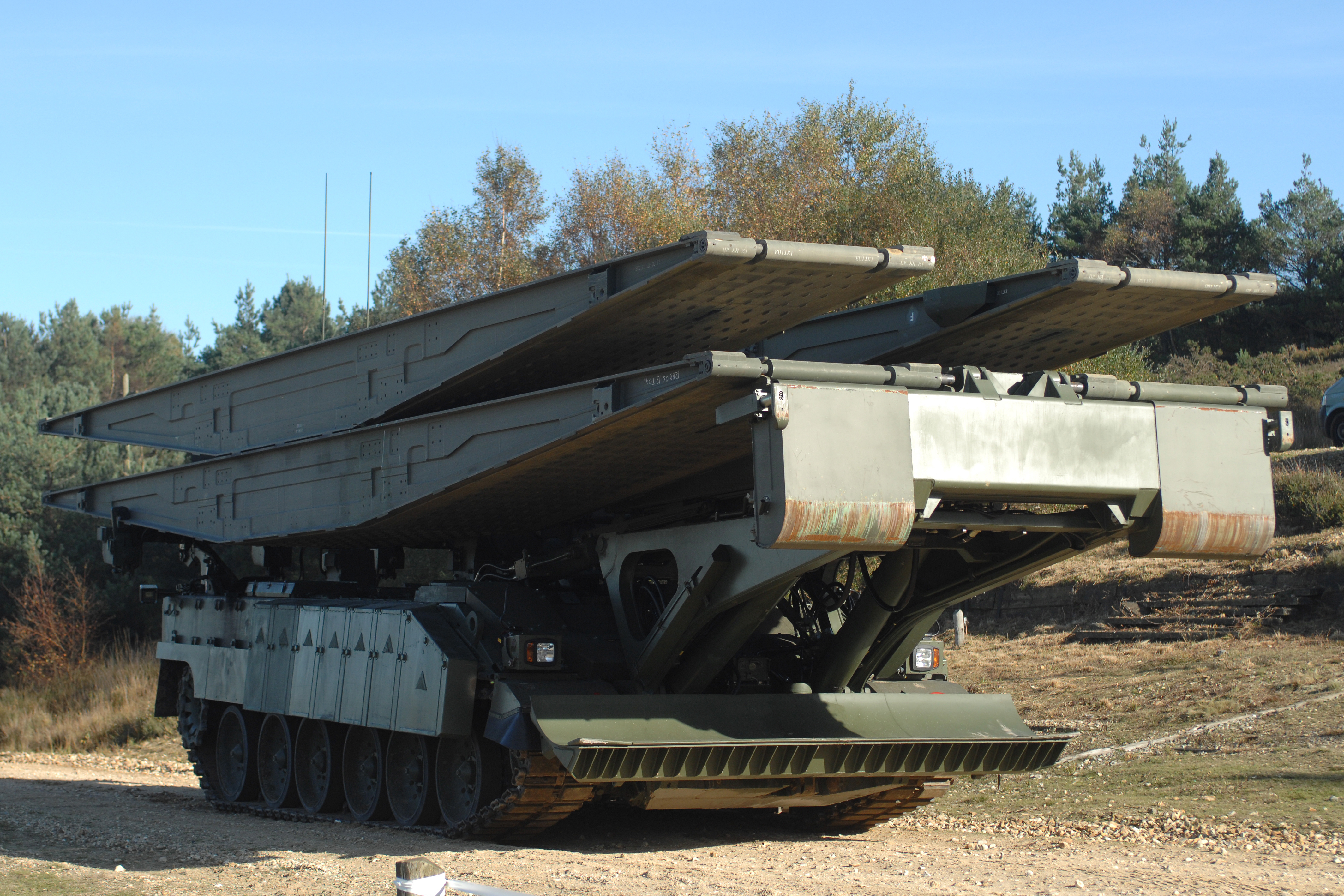
Танковий мостоукладач Titan

Броньований мостоукладач Titan створений на основі елементів ходової частини Challenger 2 і замінив мостоукладач Chieftain Armoured Vehicle Launched Bridge (ChAVLB). Titan надійшов на озброєння Королівських інженерних військ у 2006 році, і наразі перебуває в кількості 33 одиниць. Titan може перевозити один міст довжиною 26 метрів або два мости довжиною 12 метрів. Також на нього можна встановити бульдозерний відвал.

### Trojan

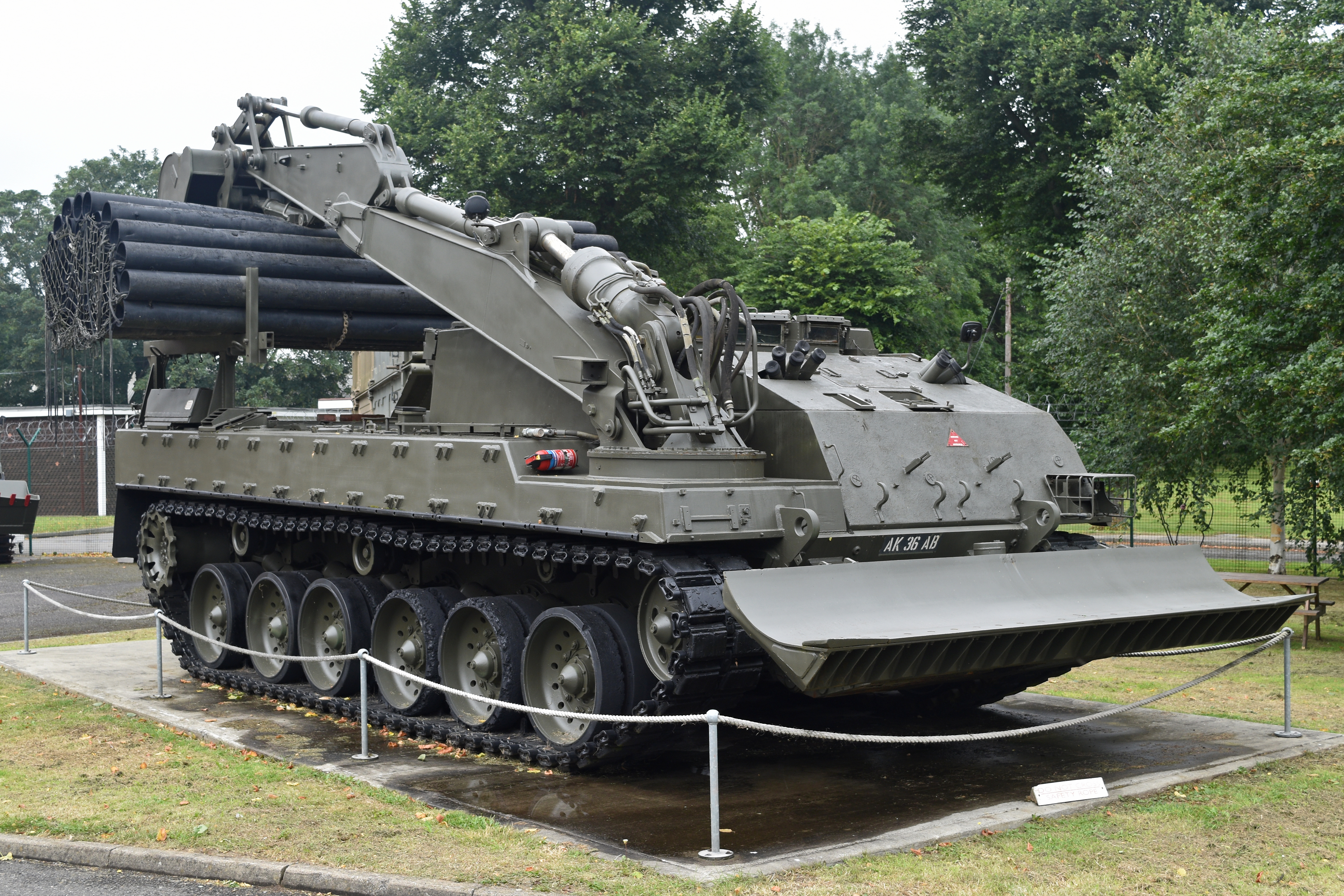
БІМ Trojan

Броньована інженерна машина Trojan (Trojan Armoured Vehicle Royal Engineers) є бойовою інженерною машиною, розробленою як заміна Chieftain AVRE (ChAVRE). Вона використовує шасі Challenger 2 та оснащена шарнірним екскаваторним ковшем, бульдозерним відвалом і рейками для кріплення фашин. Машина надійшла на озброєння у 2007 році, всього було вироблено 33 одиниці.

### Challenger 2E
Challenger 2E — це експортна версія танка. Він оснащений новою інтегрованою системою управління озброєнням і бойовою інформаційною системою, яка включає гіростабілізований панорамний денний/тепловізійний приціл SAGEM MVS 580 для командира та гіростабілізований денний/тепловізійний приціл SAGEM SAVAN 15 для навідника, обидва з безпечним для очей лазерним далекоміром. Це дозволяє виконувати операції типу «Hunter—killer» (мисливець—вбивця) зі спільною послідовністю ураження цілей. Опціонально доступна сервоприводна платформа для встановлення озброєння над баштою, яка може бути підключена до прицілу командира, забезпечуючи її незалежну роботу від башти.
Силовий блок був замінений на новий 1 500 к.с. (1 100 кВт) EuroPowerPack із поперечно встановленим дизельним двигуном MTU MT883, з’єднаним з автоматичною трансмісією Renk HSWL 295TM. Це значно покращило продуктивність і довговічність машини. Компактніший, але потужніший EuroPowerPack також стандартно включає систему охолодження та систему фільтрації повітрозабору, перевірену у використанні в пустельних умовах.
Вільний простір у корпусі використовується для зберігання боєприпасів або палива, що збільшує дальність ходу танка до 550 км. Цей силовий блок раніше встановлювався на французьких танках Leclerc, поставлених до ОАЕ, а також на броньованій ремонтно-евакуаційній версії Leclerc, що перебуває на озброєнні французької армії. Подальші розроблені версії EuroPowerPack нещодавно були встановлені на новітні серійні танки K2 Black Panther виробництва Південної Кореї.
BAE Systems оголосила у 2005 році про припинення розробки та експортного маркетингу Challenger 2E. Це, як повідомляють ЗМІ, пов’язано з тим, що Challenger 2E не був обраний для грецької армії у 2002 році в конкурсі, який виграв Leopard 2.

## Бойове застосування

### Війна в Іраку
Танки Challenger 2 використовувалися в миротворчих місіях ще до свого першого бойового застосування під час вторгнення в Ірак в березні 2003 р. На той час 7-ма бронетанкова бригада, що входить до складу 1-ї бронетанкової дивізії, мала на озброєнні 120 танків Challenger 2. Танки активно застосовувалися під час облоги Басри, де вони надавали вогневу підтримку британським силам.
Під час іракської війни зафіксовано два інциденти, під час яких уражалися танки Challenger 2:
- Один танк був повністю знищений «дружнім вогнем», коли один танк помилково уразив другий, двоє членів екіпажу загинули.

- 2007 року пострілом з ручного протитанкового гранатомета була пробита лобова броня корпусу «Челленджера», механіку-водію відірвало три пальці ноги, поранення отримали також і два інших члена екіпажу танка[43][44].

Зафіксовано випадок, коли під час боїв один з Challenger 2 отримав 15 влучень з протитанкових гранатометів без пробиття броні.
26 березня 2003 року Challenger 2 взяли участь у танковому бою, коли колона іракських танків спробувала атакувати британські позиції. Під час бою було знищено 15 іракських Т-55, британці втрат не понесли.
Прохідність танка виявилася чудовою. Проблеми, які виявилися на минулих за 18 місяців до війни пустельних навчаннях «Саїф Саріал 2», були вирішені за допомогою створення запасів фільтрів проти пилу, для регулярної їх заміни в танках.

### Російське вторгнення в Україну

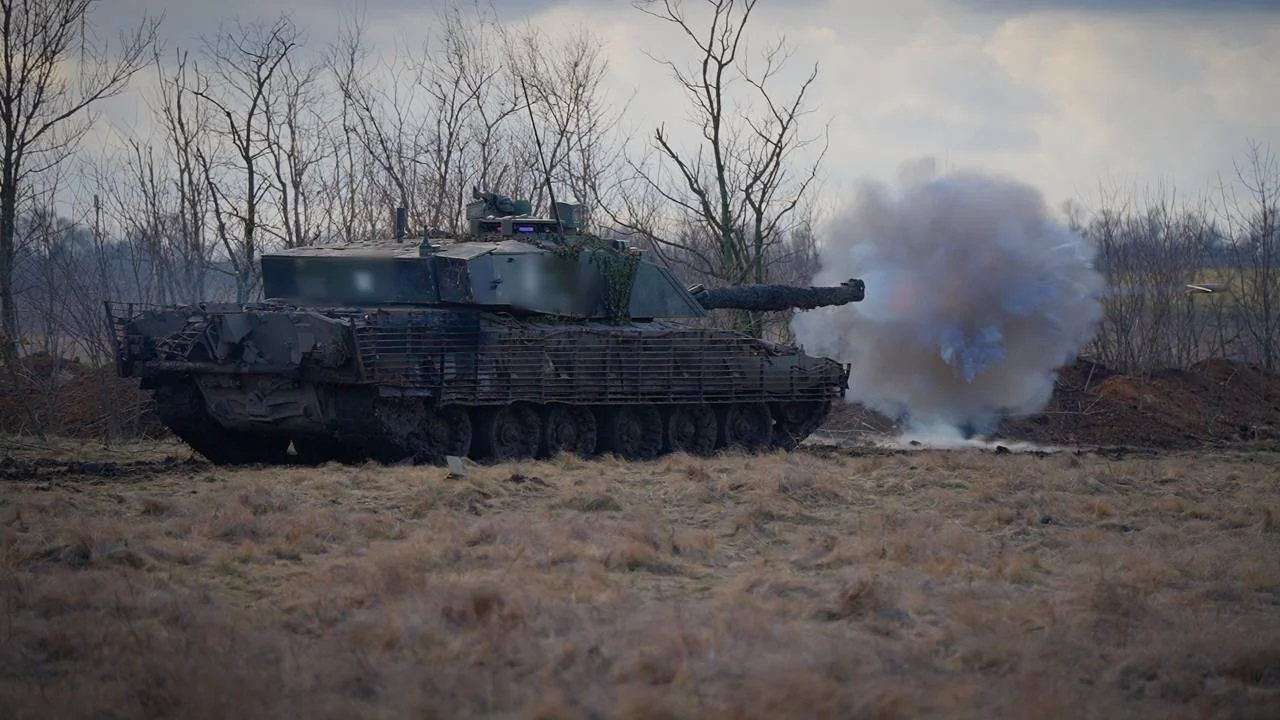
Challenger 2 на озброєнні 82 ОДШБр. Листопад, 2024 р.

Про бойове застосування відомо щонайменше з вересня 2023 року. Танки взяли участь у боях на Південному напрямку у складі 82 ОДШБр. 5 вересня стало відомо про перший знищений танк цього типу поблизу Роботиного. Це перша в історії втрата цього танка внаслідок ворожих дій, ймовірно від артилерійського вогню або наїзду на міну, екіпаж танку вижив.
У ході бойового застосування відзначалася далекобійність Challenger 2, оптика, керування вогнем та відмінний захист у порівнянні з танками радянської доби. Так, американський військовий аналітик Девід Акс вказував на кращий захист порівняно з Т-72, Т-80 або Т-90. Українські військові також підкреслили високий  рівень захисту танка Challenger 2. Під час виконання бойового завдання, один з «Челленджерів» 82 ОДШБр був обстріляний російськими гелікоптерами. Кумулятивна ракета влучила в башту танка, але попри пошкодження, танк зміг виїхати в безпечну зону, а після ремонту повернутися в стрій.
У серпні 2024 року британські ЗМІ повідомили, що танки Challenger 2 брали участь у наступі України в Курській області. Під час цієї операції один танк Challenger 2 був знищений російськими силами за допомогою баражуючого боєприпасу Ланцет; це стала друга підтверджена втрата цього танка під час війни.
Станом на 23 липня 2025 року редактори Oryx Blog знайшли фото чи відео підтвердження безповоротної втрати Україною 2 танків Challenger 2.

## Оператори

Карта країн-операторів Challenger 2

- Велика Британія — 213 танків на озброєнні, станом на 2025 рік[54].
- Оман — 38 танків на озброєнні, станом на 2025 рік[55].
- Україна — 12 танків на озброєнні, станом на 2025 рік[56]. 2023 року було заплановано отримання 28 танків[57].
  -  Десантно-штурмові війська ЗСУ: 82 ОДШБр[47].

### Україна

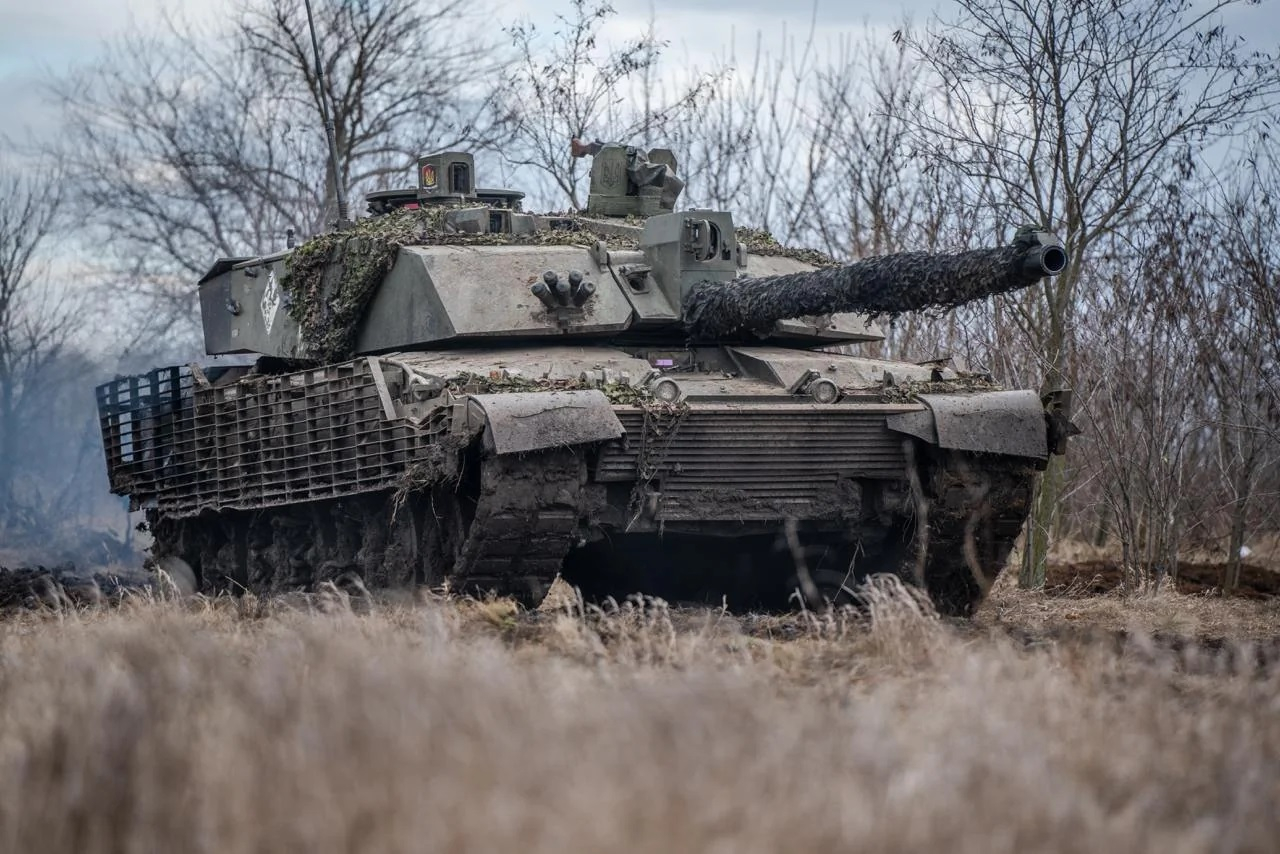
Challenger 2 на озброєнні 82 ОДШБр. Листопад, 2024 р.

Після російського вторгнення в Україну навесні 2022 року тодішній прем'єр-міністр Великої Британії Борис Джонсон відхилив прохання України про надання «Challenger 2» у рамках військової допомоги від Британії та союзників НАТО, Міністр оборони Бен Воллес заявив, що ця ідея «не спрацює». У квітні 2022 року Джонсон та його німецький колега Олаф Шольц заявили, що союзники утримаються від участі у війні своїх основних бойових танків. Натомість Джонсон вирішив поповнити запаси танків польської армії, дозволивши їм відправити свої застарілі Т-72 в Україну.
14 січня 2023 року Уряд Великої Британії підтвердив повідомлення про те, що у світлі розвитку ситуації в Україні він змінив свою позицію щодо постачання танків «Challenger 2» в Україну. Було оголошено про початкове виділення 14 машин, а також 30 самохідних установок AS-90 та 155 мм снарядів до них. Представник прем'єр-міністра Великої Британії Ріші Сунак назвав цей крок відбитком «прагнення Великої Британії посилити підтримку» України. «Challenger 2» стали першими західними основними бойовими танками, запропонованими Україні, на додаток до бойових машин піхоти, бронетранспортерів та самохідних артилерійських установок західного виробництва.
У січні 2023 року прем'єр-міністр Великої Британії анонсував передачу Україні 14 танків. Танки мали надійти до кінця березня 2023, з 30 січня того ж року тривали навчання українських екіпажів. У вересні 2023 року було підтверджено, що російські окупанти знищили один такий танк.
На думку американського військового аналітика Девіда Акса, танки Challenger 2 не підходять ЗСУ та зіштовхнулися з рядом проблем під час бойової експлуатації. Challenger 2 дуже важкий і часто застрягає у м'якому ґрунті України, у танка нарізна гармата L30, тоді як у «Леопардів 2» та «Абрамсів» — гладкоствольна, і боєприпаси до них несумісні. Для «Челленджерів» ЗСУ змушені підтримувати окремий логістичний ланцюжок не лише для запчастин, а й для доставки боєприпасів. Також 82-а ОДШБр, на озброєнні якої знаходяться танки Challenger 2, використовує їх в основному для стрільби із закритих вогневих точок, що означає, що вони вистрілюють багато снарядів, від чого нарізний ствол гармати швидко зношується. Також недоліком є те, що Україні було поставлено всього 14 танків, а для війни таких масштабів — це незначна кількість, підтримувати окремий логістичний ланцюжок (а також долати інші вищеописані проблеми) просто економічно недоцільно.

## Порівняння ТТХ
| Тактико-технічні характеристики сучасних основних бойових танків | Тактико-технічні характеристики сучасних основних бойових танків                            | Тактико-технічні характеристики сучасних основних бойових танків | Тактико-технічні характеристики сучасних основних бойових танків       |
| ---------------------------------------------------------------- | ------------------------------------------------------------------------------------------- | ---------------------------------------------------------------- | ---------------------------------------------------------------------- |
| {\displaystyle M}                                                | Бойова маса (загальна вага танка в бойовому стані) в тоннах                                 | {\displaystyle V}                                                | Максимальна швидкість (по шосе) в кілометрах на годину                 |
| {\displaystyle L}                                                | Довжина (загальна довжина танка з гарматою вперед) в міліметрах                             | {\displaystyle L_{k}}                                            | Запас ходу по шосе (без встановлення додаткових баків) в кілометрах    |
| {\displaystyle L^{w}}                                            | Ширина (від гусениці до гусениці, без бортових екранів) в міліметрах                        | {\displaystyle B}                                                | Кількість пострілів з основної гармати                                 |
| {\displaystyle H}                                                | Висота (по даху башти) в міліметрах                                                         | {\displaystyle C}                                                | Калібр основної гармати в міліметрах                                   |
| {\displaystyle W}                                                | Потужність силової установки (двигуна) танка в кінській силі                                | На озброєнні                                                     | Рік прийняття на озброєння першої моделі                               |
| {\displaystyle N}                                                | Питома потужність (відношення потужності {\displaystyle W} до маси {\displaystyle M} танка) | Активний захист                                                  | Відсутність чи наявність систем активного захисту (APS)                |
| {\displaystyle E}                                                | Екіпаж танка (чоловік)                                                                      | Динамічний захист                                                | Відсутність чи наявність систем динамічного захисту (ERA, NxRA, SLERA) |

| Порівняння ТТХ сучасних основних бойових танків | Порівняння ТТХ сучасних основних бойових танків | Порівняння ТТХ сучасних основних бойових танків | Порівняння ТТХ сучасних основних бойових танків | Порівняння ТТХ сучасних основних бойових танків | Порівняння ТТХ сучасних основних бойових танків | Порівняння ТТХ сучасних основних бойових танків | Порівняння ТТХ сучасних основних бойових танків | Порівняння ТТХ сучасних основних бойових танків | Порівняння ТТХ сучасних основних бойових танків | Порівняння ТТХ сучасних основних бойових танків | Порівняння ТТХ сучасних основних бойових танків | Порівняння ТТХ сучасних основних бойових танків | Порівняння ТТХ сучасних основних бойових танків | Порівняння ТТХ сучасних основних бойових танків | Порівняння ТТХ сучасних основних бойових танків |
| Список можна сортувати. Натисніть назву колонки яку потрібно відсортувати. Клацніть знову, щоб змінити порядок сортування. Оновіть сторінку щоб відновити до початкового виду. | Список можна сортувати. Натисніть назву колонки яку потрібно відсортувати. Клацніть знову, щоб змінити порядок сортування. Оновіть сторінку щоб відновити до початкового виду. | Список можна сортувати. Натисніть назву колонки яку потрібно відсортувати. Клацніть знову, щоб змінити порядок сортування. Оновіть сторінку щоб відновити до початкового виду. | Список можна сортувати. Натисніть назву колонки яку потрібно відсортувати. Клацніть знову, щоб змінити порядок сортування. Оновіть сторінку щоб відновити до початкового виду. | Список можна сортувати. Натисніть назву колонки яку потрібно відсортувати. Клацніть знову, щоб змінити порядок сортування. Оновіть сторінку щоб відновити до початкового виду. | Список можна сортувати. Натисніть назву колонки яку потрібно відсортувати. Клацніть знову, щоб змінити порядок сортування. Оновіть сторінку щоб відновити до початкового виду. | Список можна сортувати. Натисніть назву колонки яку потрібно відсортувати. Клацніть знову, щоб змінити порядок сортування. Оновіть сторінку щоб відновити до початкового виду. | Список можна сортувати. Натисніть назву колонки яку потрібно відсортувати. Клацніть знову, щоб змінити порядок сортування. Оновіть сторінку щоб відновити до початкового виду. | Список можна сортувати. Натисніть назву колонки яку потрібно відсортувати. Клацніть знову, щоб змінити порядок сортування. Оновіть сторінку щоб відновити до початкового виду. | Список можна сортувати. Натисніть назву колонки яку потрібно відсортувати. Клацніть знову, щоб змінити порядок сортування. Оновіть сторінку щоб відновити до початкового виду. | Список можна сортувати. Натисніть назву колонки яку потрібно відсортувати. Клацніть знову, щоб змінити порядок сортування. Оновіть сторінку щоб відновити до початкового виду. | Список можна сортувати. Натисніть назву колонки яку потрібно відсортувати. Клацніть знову, щоб змінити порядок сортування. Оновіть сторінку щоб відновити до початкового виду. | Список можна сортувати. Натисніть назву колонки яку потрібно відсортувати. Клацніть знову, щоб змінити порядок сортування. Оновіть сторінку щоб відновити до початкового виду. | Список можна сортувати. Натисніть назву колонки яку потрібно відсортувати. Клацніть знову, щоб змінити порядок сортування. Оновіть сторінку щоб відновити до початкового виду. | Список можна сортувати. Натисніть назву колонки яку потрібно відсортувати. Клацніть знову, щоб змінити порядок сортування. Оновіть сторінку щоб відновити до початкового виду. | Список можна сортувати. Натисніть назву колонки яку потрібно відсортувати. Клацніть знову, щоб змінити порядок сортування. Оновіть сторінку щоб відновити до початкового виду. |
| Танк | {\displaystyle M} | {\displaystyle L} | {\displaystyle L^{w}} | {\displaystyle H} | {\displaystyle W} | {\displaystyle N} | {\displaystyle E} | {\displaystyle V} | {\displaystyle L_{k}} | {\displaystyle B} | {\displaystyle C} | На озброєнні | Динамічний захист | Активний захист | Джерела |
| --- | --- | --- | --- | --- | --- | --- | --- | --- | --- | --- | --- | --- | --- | --- | --- |
| БМ «Оплот» Україна | 51 | 9720 | 3400 | 2285 | 1200 | 24,7 | 3 | 70 | 400 | 46 | 125 | 2009 | «Дуплет» | «Варта» | 12 |
| Т-90С Росія | 46,5 | 9530 | 3370 | 2280 | 1000 | 21,5 | 3 | 60 | 450 | 42 | 125 | 2005 | так | «Штора-1» | 1 2 |
| Leopard 2A6M Німеччина | 62,5 | 10970 | 3030 | 2640 | 1500 | 24,0 | 4 | 68 | 500 | 42 | 120 | 2004 | так | «MUSS» | 1 2 |
| Merkava Mark IV Ізраїль | 65 | 9040 | 3720 | 2660 | 1500 | 23,0 | 4 | 64 | 500 | 48 | 120 | 2003 | «LAHAT» | «Trophy» | 1 2 |
| Abrams M1A2SEP США | 63 | 9830 | 3650 | 2370 | 1500 | 23,8 | 4 | 68 | 426 | 48 | 120 | 2000 | «ARAT» | «AN/VLQ-6 MCD» | 1 2 3 |
| РТ-91А Польща | 45,3 | 9670 | 3600 | 2200 | 1000 | 21,8 | 3 | 60 | 480 | 42 | 125 | 2010 | «ERAWA» | «OBRA-3» | 1 2 3 4 |
| Leclerc Франція | 54,5 | 9870 | 3710 | 2530 | 1500 | 27,52 | 3 | 72 | 500 | 40 | 120 | 1992 | так | н/д | 1 2 |
| Challenger 2 Велика Британія | 62,5 | 11500 | 3500 | 2490 | 1200 | 19,2 | 4 | 56 | 450 | 52 | 120 | 2002 | так | н/д | 1 2 |
| K1А1 (тип 88) Південна Корея | 53,1 | 9710 | 3600 | 2250 | 1200 | 22 | 4 | 65 | 500 | 32 | 120 | 2000 | н/д | ні | 1 2 3 |
| тип 99А2 КНР | 58 | 11000 | 3400 | 2250 | 1500 | 27,8 | 3 | 65 | 450 | 32 | 125 | 2000 | FY-4 | JD-3 | 1 2 |
| Arjun Mk.1 Індія | 57,6 | 10638 | 3864 | 2320 | 1400 | 23,9 | 4 | 70 | 450 | 39 | 120 | 2011 | ні | ні | 12 |
| C1 Ariete Італія | 54 | 9670 | 3420 | 2510 | 1247 | 23 | 4 | 65 | 550 | 42 | 120 | 1995 | ні | так | 1 2 |
| Al-Khalid Пакистан | 48 | 10070 | 3500 | 2400 | 1200 | 26 | 3 | 72 | 500 | 39 | 125 | 2001 | так | «Варта» | 1 2 |
| Тип 10 Японія | 44 | 9485 | 3240 | 2300 | 1200 | 27 | 3 | 70 | н\д | н\д | 120 | 2010 | н\д | н\д | 1 2 |
| Zulfiqar Іран | 36 | 7000 | 3600 | 2400 | 780 | 21,7 | 3 | 70 | 450 | н\д | 125 | 1996 | ні | ні | 1 |

## Інциденти

### Інцидент з секретними документами War Thunder
У липні 2021 року на офіційних форумах онлайн відеогри War Thunder були опубліковані уривки з технічного керівництва танка Challenger 2 (Army Equipment Support Publication, AESP), які містили технічні характеристики машини. Автор публікації, ймовірно, командир танка Challenger 2, заявив, що зробив це, сподіваючись, що розробник гри Gaijin Entertainment змінить характеристики танка в грі, щоб вони відповідали даним із документа.
Опубліковані уривки документа AESP були відредаговані, щоб виглядати так, ніби їх було розсекречено згідно із Законом про свободу інформації Великої Британії 2000 року. Однак Міністерство оборони підтвердило, що ця інформація все ще засекречена, і якщо Gaijin поширить технічні характеристики танка, це може призвести до судового переслідування відповідно до Закону про державну таємницю. Через можливі юридичні наслідки Gaijin відмовилася обробляти або використовувати оприлюднену інформацію.

## У культурі
- В ММО-грі War Thunder представлені Challenger 2 всіх модифікацій, як ОБТ Великобританії VII та VIII рангів.
- В стратегії Wargame: Red Dragon представлені Challenger 2.
- В шутері від першої особи Battlefield 2: Euro Forces представлений Challenger 2.
- В тактичному шутері Squad представлений Challenger 2.
- Збірні пластикові моделі танків Challenger 2 у різних модифікаціях випускаються фірмами, які спеціалізуються на моделюванні техніки.